# Zweikampf-Europameisterschaft der Junioren 2011

Logo CEB (ausrichtender Verband)

Die Zweikampf-Europameisterschaft der Junioren 2011 war das elfte Turnier in dieser Disziplin des Karambolagebillards und fand vom 15. bis zum 17. April 2011 in Athen statt.

## Geschichte
Das Jugendturnier wurde vom Europäischen Billard-Verband CEB ab 1967 erstmals als Europameisterschaft durchgeführt. Es wurde ein Zweikampf mit den Disziplinen Freie Partie und Cadre 47/2 gespielt. Die Distanzen blieben, aber 2007 wurde eine Aufnahmebegrenzung von 20 eingeführt. Die Altersgrenze der Teilnehmer war 21 Jahre.

## Modus
Gespielt wurde das Turnier in der Gruppenphase im Round Robin Modus. Danach wurde im KO-System weitergespielt.
1. MP = Matchpunkte
2. PP = Partiepunkte
3. VGD = Verhältnismäßiger Generaldurchschnitt
4. BVED = Bester Einzel Verhältnismäßiger Durchschnitt

In der offiziellen Berechnung der CEB und des Ausrichters wurde ein sogenannter Kombinationsdurchschnitt ermittelt der wenig Aussagekraft hatte. Hierbei wurde der Durchschnitt im Cadre 47/2 mit zwei multipliziert und mit dem GD der Freien Partie addiert.
Die Höchstserien wurden vom Ausrichter nicht gemeldet.
In der Endtabelle wurden die erzielten Matchpunkte vor den Partiepunkten und dem VGD gewertet.

## Abschlusstabelle (Kombinationsdurchschnitt)
| MP    | Match Points (Sieger = 2; Unentschieden = 1; Verlierer = 0) |
| Pkte. | Erzielte Karambolagen                                       |
| Aufn. | Benötigte Versuche                                          |
| GD    | Generaldurchschnitt                                         |
| BED   | Bester Einzeldurchschnitt eines Spielers                    |
| HS    | Höchstserie                                                 |
|       | Bester GD des Turniers                                      |
|       | Bester ED des Turniers                                      |
|       | Beste HS des Turniers                                       |
|       | 1. Platz (Gold)                                             |
|       | 2. Platz (Silber)                                           |
|       | 3. Platz (Bronze)                                           |

| Endklassement  | Endklassement | Endklassement       | Endklassement | Endklassement | Endklassement | Endklassement |
| Phase          | Platz         | Name                | MP            | PP            | VGD           | BVED          |
| -------------- | ------------- | ------------------- | ------------- | ------------- | ------------- | ------------- |
| Finale         | 1             | Gert-Jan Veldhuizen | 10:0          | 19:1          | 132,50        | 310,00        |
| Finale         | 2             | Demi Pattiruhu      | 8:2           | 16:4          | 107,27        | 300,00        |
| Halb- finale   | 3             | Andy de Bondt       | 4:4           | 9:7           | 72,07         | 200,00        |
| Halb- finale   | 3             | Antonio Montes      | 4:4           | 8:8           | 71,16         | 292,84        |
| Gruppen- phase | 5             | Kostas Antonopoulos | 2:4           | 4:8           | 47,22         | 47,85         |
| Gruppen- phase | 6             | Quentin Perrod      | 2:4           | 4:8           | 36,63         | 64,40         |
| Gruppen- phase | 7             | Adam Baca           | 0:6           | 0:12          | 29,57         | –             |
| Gruppen- phase | 8             | Gregor Karner       | 0:6           | 0:12          | 28,45         | –             |

## Gruppenphase
| Abschlusstabelle Gruppe A | Abschlusstabelle Gruppe A | Abschlusstabelle Gruppe A | Abschlusstabelle Gruppe A | Abschlusstabelle Gruppe A | Abschlusstabelle Gruppe A |
| Platz                     | Name                      | MP                        | PP                        | VGD                       | BVED                      |
| ------------------------- | ------------------------- | ------------------------- | ------------------------- | ------------------------- | ------------------------- |
| 1                         | Gert-Jan Veldhuizen       | 6:0                       | 12:0                      | 131,57                    | 268,00                    |
| 2                         | Antonio Montes            | 4:2                       | 8:4                       | 80,09                     | 292,84                    |
| 3                         | Quentin Perrod            | 2:4                       | 4:8                       | 36,63                     | 64,40                     |
| 4                         | Gregor Karner             | 0:6                       | 0:12                      | 28,45                     | –                         |

| Abschlusstabelle Gruppe B | Abschlusstabelle Gruppe B | Abschlusstabelle Gruppe B | Abschlusstabelle Gruppe B | Abschlusstabelle Gruppe B | Abschlusstabelle Gruppe B |
| Platz                     | Name                      | MP                        | PP                        | VGD                       | BVED                      |
| ------------------------- | ------------------------- | ------------------------- | ------------------------- | ------------------------- | ------------------------- |
| 1                         | Demi Pattiruhu            | 6:0                       | 11:1                      | 96,87                     | 137,50                    |
| 2                         | Andy de Bondt             | 4:2                       | 9:3                       | 86,95                     | 196,40                    |
| 3                         | Kostas Antonopoulos       | 2:4                       | 4:8                       | 47,22                     | 47,85                     |
| 4                         | Adam Baca                 | 0:6                       | 0:12                      | 29,57                     | –                         |

## Endrunde
|  | Halbfinale          | Halbfinale | Halbfinale | Halbfinale | Halbfinale | Halbfinale          |                |        | Finale | Finale | Finale | Finale | Finale | Finale |
|  |                     |            |            |            |            |                     |                |        |        |        |        |        |        |        |
|  |                     | MP         | FP         | 47/2       | VGD        | HS                  |                |        |        |        |        |        |        |        |
|  |                     | MP         | FP         | 47/2       | VGD        | HS                  |                |        |        |        |        |        |        |        |
|  | Gert-Jan Veldhuizen | 2          | 50,00      | 25,00      | 100,00     |                     |                |        |        |        |        |        |        |        |
|  | Gert-Jan Veldhuizen | 2          | 50,00      | 25,00      | 100,00     |                     | MP             | FP     | 47/2   | VGD    | HS     |        |        |        |
|  | Andy de Bondt       | 0          | 18,60      | 8,66       | 35,92      |                     | MP             | FP     | 47/2   | VGD    | HS     |        |        |        |
|  | Andy de Bondt       | 0          | 18,60      | 8,66       | 35,92      | Gert-Jan Veldhuizen | 2              | 250,00 | 30,00  | 310,00 | 250/?  |        |        |        |
|  |                     | MP         | FP         | 47/2       | VGD        | Gert-Jan Veldhuizen | 2              | 250,00 | 30,00  | 310,00 | 250/?  | HS     |        |        |
|  |                     | MP         | FP         | 47/2       | VGD        |                     | Demi Pattiruhu | 0      | 0,00   | 30,00  | 60,00  | HS     |        |        |
|  | Demi Pattiruhu      | 2          | 250,00     | 25,00      | 300,00     | 250/?               | Demi Pattiruhu | 0      | 0,00   | 30,00  | 60,00  |        |        |        |
|  | Demi Pattiruhu      | 2          | 250,00     | 25,00      | 300,00     | 250/?               |                |        |        |        |        |        |        |        |
|  | Antonio Montes      | 0          | 0,00       | 3,33       | 6,66       |                     |                |        |        |        |        |        |        |        |
|  | Antonio Montes      | 0          | 0,00       | 3,33       | 6,66       |                     |                |        |        |        |        |        |        |        |

## Disziplintabellen
| Platz                      | Name                | PP   | Pkte. | Aufn. | GD    | BED    | HS  |
| -------------------------- | ------------------- | ---- | ----- | ----- | ----- | ------ | --- |
| 1                          | Gert-Jan Veldhuizen | 10:0 | 1250  | 14    | 89,28 | 250,00 | 250 |
| 2                          | Demi Pattiruhu      | 7:3  | 1000  | 18    | 55,55 | 250,00 | 250 |
| 3                          | Andy de Bondt       | 5:3  | 843   | 22    | 38,31 | 62,50  |     |
| 4                          | Antonio Montes      | 4:4  | 542   | 12    | 45,16 | 250,00 | 250 |
| 5                          | Kostas Antonopoulos | 2:4  | 520   | 23    | 22,60 | 17,85  |     |
| 6                          | Quentin Perrod      | 2:4  | 274   | 14    | 19,57 | 50,00  |     |
| 7                          | Gregor Karner       | 0:6  | 110   | 7     | 15,71 | –      |     |
| 8                          | Adam Baca           | 0:6  | 270   | 22    | 12,27 | –      |     |
| Turnierdurchschnitt: 36,42 |                     |      |       |       |       |        |     |

| Platz                      | Name                | PP  | Pkte. | Aufn. | GD    | BED   | HS |
| -------------------------- | ------------------- | --- | ----- | ----- | ----- | ----- | -- |
| 1                          | Demi Pattiruhu      | 9:1 | 750   | 29    | 25,86 | 37,50 |    |
| 2                          | Gert-Jan Veldhuizen | 9:1 | 735   | 34    | 21,16 | 50,00 |    |
| 3                          | Andy de Bondt       | 4:4 | 417   | 25    | 16,88 | 75,00 |    |
| 4                          | Antonio Montes      | 4:4 | 390   | 30    | 13,00 | 21,42 |    |
| 5                          | Kostas Antonopoulos | 2:4 | 197   | 16    | 12,31 | 15,00 |    |
| 6                          | Quentin Perrod      | 2:4 | 256   | 30    | 8,53  | 7,20  |    |
| 7                          | Adam Baca           | 0:6 | 251   | 29    | 8,65  | –     |    |
| 8                          | Gregor Karner       | 0:6 | 236   | 37    | 6,37  | –     |    |
| Turnierdurchschnitt: 14,05 |                     |     |       |       |       |       |    |